# Dmitri Alexejewitsch Wassiljew
Dmitri Alexejewitsch Wassiljew (russisch Дмитрий Алексеевич Васильев; * 16. Juni 2004 in Sankt Petersburg) ist ein russischer Fußballspieler.

## Karriere

### Verein
Wassiljew begann seine Karriere bei Zenit St. Petersburg. Zur Saison 2021/22 rückte er in den Kader der zweiten Mannschaft Zenits, für die er bis zur Winterpause dreimal in der drittklassigen Perwenstwo PFL zum Einsatz kam. Im Februar 2022 wurde er an den Zweitligisten FK Orenburg verliehen.
Dort debütierte er im März 2022 gegen Kamas Nabereschnyje Tschelny in der Perwenstwo FNL. Bis zum Ende der Spielzeit spielte er fünfmal in der zweiten Liga, mit Orenburg stieg er zu Saisonende in die Premjer-Liga auf. Nach dem Aufstieg kam er dann aber ausschließlich für die Reserve des Klubs in der PFL zum Einsatz. Daraufhin wurde der Leihvertrag im Januar 2023 aufgelöst. Bei Zenit kam er bis Saisonende nicht zum Einsatz. Zur Saison 2023/24 wurde er dann fester Bestandteil des Profikaders und debütierte im August 2023 in der Premjer-Liga.

### Nationalmannschaft
Wassiljew spielte zwischen 2019 und 2021 17 Mal für russische Jugendnationalauswahlen.